# Distrito de Otoca
El Distrito de Otoca es uno de los veintiún distritos que conforman la Provincia de Lucanas, ubicada en el Departamento de Ayacucho (Perú).

## Historia
El distrito fue creado en los primeros años de la República. Su capital es el centro poblado de Otoca.

## División administrativa
Poblaciones rurales: 181 según INEI-2007

### Anexos
Chavincha, Concepción, Uruiza y San miguel de Carhuanayre.

### Caseríos
Capilla, San Valentin de casone, Ccochapata, Huacrape, Pallccacancha, Huarasaca, Maraynilloc, Mollepunco, Ocobambilla, Patahuasi, Pedregal, Pisacalla, Senjache, Tastapata, Uchumisca, Uruisaccasa-Tacrahuasi.

## Autoridades

### Municipales
- 2019 - 2022[2]
  - Alcalde: Julio Américo Martínez Cabezudo, del Movimiento Independiente Innovación Regional.
  - Regidores:

  1. Néstor Alcides Landeo Berrocal (Movimiento Independiente Innovación Regional)
  2. Amadeo Cirilo Caquiamarca Taya (Movimiento Independiente Innovación Regional)
  3. Bertha María Palomino Huamaní (Movimiento Independiente Innovación Regional)
  4. Esteban Basilio Duran Peñafiel (Movimiento Independiente Innovación Regional)
  5. Teodocio Ore Huamaní (Qatun Tarpuy)

### Alcaldes
| Nº | Alcalde                         | Partido                                                     | Inicio del mandato | Fin del mandato |
| -- | ------------------------------- | ----------------------------------------------------------- | ------------------ | --------------- |
| 1  | Americo Cabezudo Martínez       | Alianza Acción Popular - Democracia Cristiana               | 1964               | 1966            |
| 2  | Romulo Canales Pillaca          | Lista N° 4                                                  | 1967               | 1969            |
| 3  | Gobierno militar                |                                                             | 1969               | 1980            |
| 4  | Sebastian Canales Solar         | Acción Popular                                              | 1981               | 1983            |
| 5  | Jose Emilio Aybar Parra         | Partido Aprista Peruano                                     | 1987               | 1989            |
| 6  | Juan Huamani Guerra             | L.I. N° 3                                                   | 1993               | 1995            |
| 7  | Juan Huamani Guerra             | L.I. Nro 41 Frente Independiente de Reconciliación de Otoca | 1996               | 1998            |
| 8  | Aurelio Aybar Cabezudo          | Movimiento Independiente Vamos Vecino                       | 1999               | 2002            |
| 9  | Julio Americo Martinez Cabezudo | Movimiento Independiente "Integración Regional"             | 2003               | 2006            |
| 10 | Julio Americo Martinez Cabezudo | Agrupación Independiente Sí Cumple                          | 2007               | 2010            |
| 11 | Manolo Ubernay Berrocal Aybar   | Movimiento Independiente Innovación Regional                | 2011               | 2014            |
| 12 | Frei Edward Berrocal Aybar      | Alianza Para el Progreso de Ayacucho                        | 2015               | 2018            |